# سنونو أبيض البطن

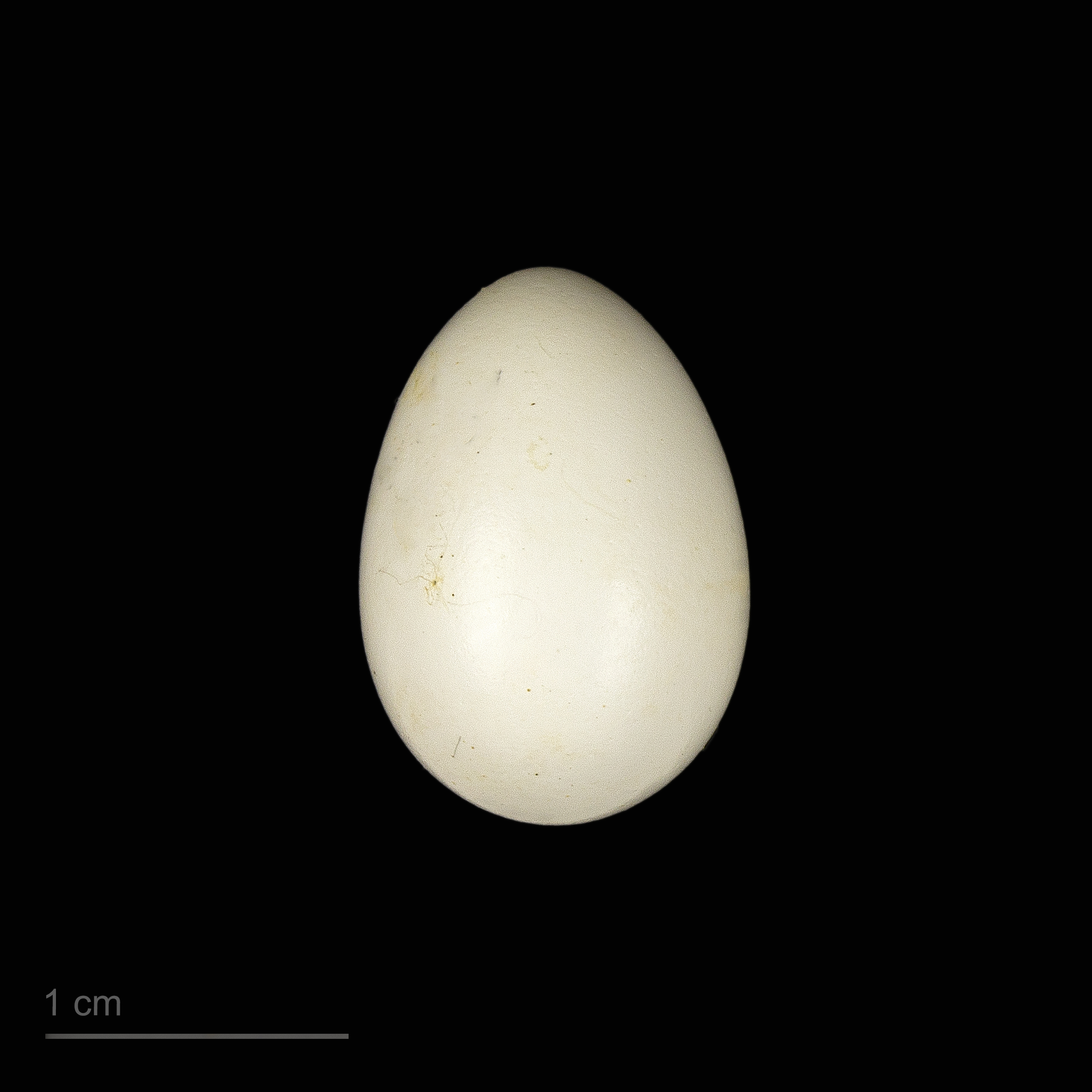
Delichon urbicum meridionale

سنونو أبيض البطن (الاسم العلمي: Delichon urbicum) أو (الاسم العلمي: Hirundo urbica) (بالإنجليزية: Common House Martin)‏ أو (بالإنجليزية:  Northern House Martin)‏ هو طائر ينتمي إلى سنونو (فصيلة: Hirundinidae).